# John Ash
John Sidney Ash (1925–2014) fue un ornitólogo inglés. Tuvo un interés fuerte en la avifauna del Cuerno de África, en particular Somalia, Eritrea y Etiopía.

## Carrera
Nació en Gosforth, Northumberland el 26 de mayo de 1925; hijo de Sidney y Kathleen Denley. En 1945, se graduó de B.Sc. por la Universidad de Durham. Recibió el D.I.C. por el Londres Universitario Imperial en 1948 y promovió allí a Ph.D. En 1952, coautor de dos guías de campo, Los Pájaros de Somalia (con John E. Miskell) en 1998, y Pájaros de Etiopía y Eritrea (con John Atkins) en 2009. Ash descubrió varias aves nuevas, incluyendo el Ankober serin (Serinus ankoberensis), Turdoides squamulata carolinae (una subespecie del escamoso babbler) cuál nombre para su hija Caroline, Hippolais pallida alulensis (una subespecie del oriental olivaceous warbler), Acrocephalus baeticatus avicenniae (una subespecie del africano reed warbler), la alondra de la Ceniza (Mirafra ashi) cuál estuvo nombrado después de que le por Peter Colston en 1982, y Ploceus victoriae, el cual es hoy un híbrido entre el negro-tejedor encabezado y el del norte marrón-throated tejedor. En mayo de 1968, codescubrió el Sidamo alondra junto con Christian Érard quién describió esa especie en 1975 y hoy considerado como conspecifica con la alondra del arquero. Fallece el 6 de enero de 2014. En noviembre de 1951, se casó con Jonquil Gudgeon, una zoóloga, quién murió tres vísperas antes. La pareja tuvo a Caroline Penelope-Jane.

## Abreviatura (zoología)
La abreviatura Ash  se emplea para indicar a John Ash como autoridad en la descripción y taxonomía en zoología.